# El Avellano
El Avellano är en ort i Mexiko.   Den ligger i kommunen Pantepec och delstaten Chiapas, i den sydöstra delen av landet, 700 km öster om huvudstaden Mexico City. El Avellano ligger 1 549 meter över havet och antalet invånare är 427.
Terrängen runt El Avellano är kuperad åt nordost, men åt sydväst är den bergig. Runt El Avellano är det ganska tätbefolkat, med 86 invånare per kvadratkilometer. Närmaste större samhälle är Rayón, 2,7 km nordost om El Avellano. I omgivningarna runt El Avellano växer i huvudsak städsegrön lövskog.